# NGC 602
NGC 602は、小マゼラン雲の中に位置する若く明るい散開星団である。恒星からの放射と衝撃波は、N 90として知られていた星雲を形成する軽いガスや塵の大部分を押しやって、星雲の端で新しい星形成を起こさせている。これらの若い前主系列星は、未だ塵に取り囲まれているが、赤外線波長で、スピッツァー宇宙望遠鏡によって観測される。この星団は、小マゼラン雲の、マゼラニックブリッジに繋がる部分に位置しているため、特に興味を持たれている。即ち、化学組成は銀河の他の部分と似ているが、比較的分離しているため、研究が容易である。
NGC 602のハッブル宇宙望遠鏡画像には、背景により遠くにある銀河が多く写っており、「興味深く」、「壮大な」光景となっている。